# Список заголовков HTTP
В данной статье описываются конкретные заголовки протокола HTTP.
Общие сведения по заголовкам смотрите в статье Заголовки HTTP.
Все заголовки разделяются на четыре основных группы:
1. General Headers (рус. Общие заголовки) — используются в запросах и ответах.
2. Request Headers (рус. Заголовки запроса) — используются только в запросах.
3. Response Headers (рус. Заголовки ответа) — используются только в ответах.
4. Entity Headers (рус. Заголовки сущности) — сопровождают каждую сущность сообщения. Используются в запросах и ответах.

Именно в таком порядке рекомендуется посылать заголовки получателю (программно это не имеет значения, однако даёт удобство при отладке).
Сущности и, соответственно, их заголовки могут находиться как в запросах, так и в ответах (при этом в ответе некоторые заголовки могут присутствовать, а в запросе — отсутствовать или наоборот).
Следует отметить, что некоторые заголовки могут относиться сразу к нескольким группам (например, Content-Disposition).

## Обзорная таблица
В нижеследующей обзорной таблице каждая строка данных соответствует конкретному заголовку, а часть столбцов отведена под их группы.
Таблица была составлена на основе анализа зафиксированных в RFC полей заголовка.
Такая матрица была сделана для людей, которым важна совместимость версий и динамика.
С выходом обновлений протокола некоторые заголовки переносились из одной группы в другую (зачёркнутым «Да» отмечено, куда они входили до этого).
Некоторые заголовки были полностью исключены, и по зачёркнутым «Да» можно узнать, в какой группе они находились перед исключением.
У некоторых заголовков есть несколько зачёркнутых «Да» (например, URI) — такие заголовки сначала были введены в одной группе, потом перенесены, а позднее вовсе отменены.
В колонке «Заголовок» также имеется своё кодирование.
Например, полностью исключённые заголовки зачёркнуты, а предлагаемые к исключению помечены курсивом.

### Легенда
| Краткое обозначение | Трактовка |
| ------------------- | --- |
| Да                  | Заголовок сейчас относится к указанной в колонке группе. |
| Нет                 | Заголовок никогда не относился к данной группе. |
| Да                  | Заголовок раньше относился к данной группе. Если в строке есть зелёное «Да», то его перенесли в другую группу (зачёркнутое — откуда был перенесен). Если же в строке только зачёркнутое «Да» и обычное «Нет», то заголовок вообще был убран. Если несколько зачёркнутых, то заголовок переносился, а потом был вообще убран. |
| Да                  | Говорит о сомнении. Если на строке только «Нет», то заголовок только собираются включить в протокол (при этом можно уже использовать). Если на строке есть ещё и «Да», то хотят перенести его в другую группу, но ещё окончательно не решено.                                                                                |

### Данные
| Заголовок           | GH  | Запрос | Запрос | Ответ | Ответ | Появление* | Назначение | Пример |
| Заголовок           | GH  | RqH    | EH     | RsH   | EH    | Появление* | Назначение | Пример |
| ------------------- | --- | ------ | ------ | ----- | ----- | ---------- | --- | --- |
| Accept              | Нет | Да     | Нет    | Нет   | Нет   | HTTP/1.0   | Список допустимых форматов ресурса.                                                                           | Accept: text/plain |
| Accept-Charset      | Нет | Да     | Нет    | Нет   | Нет   | HTTP/1.0   | Перечень поддерживаемых кодировок для предоставления пользователю.                                            | Accept-Charset: utf-8 |
| Accept-Encoding     | Нет | Да     | Нет    | Нет   | Нет   | HTTP/1.0   | Перечень поддерживаемых способов кодирования содержимого сущности при передаче.                               | Accept-Encoding: <compress \| gzip \| deflate \| sdch \| identity> |
| Accept-Language     | Нет | Да     | Нет    | Нет   | Нет   | HTTP/1.0   | Список поддерживаемых естественных языков.                                                                    | Accept-Language: ru |
| Accept-Ranges       | Нет | Нет    | Нет    | Да    | Нет   | HTTP/1.1   | Перечень единиц измерения диапазонов.                                                                         | Accept-Ranges: bytes |
| Age                 | Нет | Нет    | Нет    | Да    | Нет   | HTTP/1.1   | Количество секунд с момента модификации ресурса.                                                              | |
| Allow               | Нет | Нет    | Нет    | Нет   | Да    | HTTP/1.0   | Список поддерживаемых методов.                                                                                | Allow: OPTIONS, GET, HEAD |
| Alternates          | Нет | Нет    | Нет    | Да    | Нет   | HTTP/1.1   | Указание на альтернативные способы представления ресурса.                                                     | |
| Authorization       | Нет | Да     | Нет    | Нет   | Нет   | HTTP-Auth  | Данные для авторизации.                                                                                       | Authorization: Basic QWxhZGRpbjpvcGVuIHNlc2FtZQ== |
| Cache-Control       | Да  | Нет    | Нет    | Нет   | Нет   | HTTP/1.1   | Основные директивы для управления кэшированием.                                                               | Cache-Control: no-cache Cache-Control: no-store Cache-Control: max-age=3600 Cache-Control: max-stale=0 Cache-Control: min-fresh=0 Cache-Control: no-transform Cache-Control: only-if-cached Cache-Control: cache-extension |
| Connection          | Да  | Нет    | Нет    | Нет   | Нет   | HTTP/1.1   | Сведения о проведении соединения.                                                                             | Connection: close |
| Content-Base        | Нет | Нет    | Нет    | Нет   | Да    | HTTP/1.1   | Сведения о постоянном местонахождении ресурса. Убрано в HTTP/1.1v2.                                           | |
| Content-Disposition | Нет | Да     | Да     | Да    | Да    | CDH        | Способ распределения сущностей в сообщении при передаче нескольких фрагментов.                                | Content-Disposition: form-data; name="MessageTitle" Content-Disposition: form-data; name="AttachedFile1"; filename="photo-1.jpg"                                                                                           |
| Content-Encoding    | Нет | Нет    | Да     | Нет   | Да    | HTTP/1.0   | Способ кодирования содержимого сущности при передаче.                                                         | |
| Content-Language    | Нет | Нет    | Да     | Нет   | Да    | HTTP/1.0   | Один или несколько естественных языков содержимого сущности.                                                  | Content-Language: en, ase, ru |
| Content-Length      | Нет | Нет    | Да     | Нет   | Да    | HTTP/1.0   | Размер содержимого сущности в октетах (которые в русском языке обычно называют байтами).                      | Content-Length: 1348 |
| Content-Location    | Нет | Нет    | Да     | Нет   | Да    | HTTP/1.1   | Альтернативное расположение содержимого сущности.                                                             | |
| Content-MD5         | Нет | Нет    | Да     | Нет   | Да    | MD5H       | Base64 MD5-хэша сущности для проверки целостности.                                                            | Content-MD5: Q2hlY2sgSW50ZWdyaXR5IQ== |
| Content-Range       | Нет | Нет    | Да     | Нет   | Да    | HTTP/1.1   | Байтовые диапазоны передаваемой сущности если возвращается фрагмент. Подробности: Частичные GET.              | Content-Range: bytes 88080384-160993791/160993792 |
| Content-Type        | Нет | Нет    | Да     | Нет   | Да    | HTTP/1.0   | Формат и способ представления сущности.                                                                       | Content-Type: text/html;charset=utf-8 |
| Content-Version     | Нет | Нет    | Да     | Нет   | Да    | HTTP/1.1   | Информация о текущей версии сущности.                                                                         | |
| Date                | Да  | Нет    | Нет    | Нет   | Нет   | HTTP/1.0   | Дата генерации отклика.                                                                                       | Date: Tue, 15 Nov 1994 08:12:31 GMT |
| Derived-From        | Нет | Нет    | Да     | Нет   | Да    | HTTP/1.1   | Информация о текущей версии сущности. [?]                                                                     | |
| ETag                | Нет | Нет    | Нет    | Да    | Да    | HTTP/1.1   | Тег (уникальный идентификатор) версии сущности, используемый при кэшировании.                                 | ETag: "56d-9989200-1132c580" |
| Expect              | Нет | Да     | Нет    | Нет   | Нет   | HTTP/1.1v2 | Указывает серверу что клиент ожидает от него дополнительного действия.                                        | Expect: 100-continue |
| Expires             | Нет | Нет    | Да     | Нет   | Да    | HTTP/1.0   | Дата предполагаемого истечения срока актуальности сущности.                                                   | Expires: Tue, 31 Jan 2012 15:02:53 GMT |
| From                | Нет | Да     | Нет    | Нет   | Нет   | HTTP/1.1   | Адрес электронной почты ответственного лица со стороны клиента.                                               | From: user@example.com |
| Host                | Нет | Да     | Нет    | Нет   | Нет   | HTTP/1.1   | Доменное имя и порт хоста запрашиваемого ресурса. Необходимо для поддержки виртуального хостинга на серверах. | Host: ru.wikipedia.org |
| If-Match            | Нет | Да     | Нет    | Нет   | Нет   | HTTP/1.1   | Список тегов версий сущности. Выполнять метод, если они существуют.                                           | If-Match: "737060cd8c284d8af7ad3082f209582d" |
| If-Modified-Since   | Нет | Да     | Нет    | Нет   | Нет   | HTTP/1.0   | Дата. Выполнять метод если сущность изменилась с указанного момента.                                          | If-Modified-Since: Sat, 29 Oct 1994 19:43:31 GMT |
| If-None-Match       | Нет | Да     | Нет    | Нет   | Нет   | HTTP/1.1   | Список тегов версий сущности. Выполнять метод если ни одного из них не существует.                            | If-None-Match: "737060cd8c284d8af7ad3082f209582d" |
| If-Range            | Нет | Да     | Нет    | Нет   | Нет   | HTTP/1.1   | Список тегов версий сущности или дата для определённого фрагмента сущности.                                   | If-Range: "737060cd8c284d8af7ad3082f209582d" |
| If-Unmodified-Since | Нет | Да     | Нет    | Нет   | Нет   | HTTP/1.1   | Дата. Выполнять метод если сущность не изменилась с указанной даты.                                           | If-Unmodified-Since: Sat, 29 Oct 1994 19:43:31 GMT |
| Last-Modified       | Нет | Нет    | Да     | Нет   | Да    | HTTP/1.0   | Дата последней модификации сущности.                                                                          | |
| Link                | Нет | Нет    | Да     | Нет   | Да    | HTTP/1.0   | Указывает на логически связанный с сущностью ресурс аналогично тегу <LINK> в HTML.                            | |
| Location            | Нет | Нет    | Нет    | Да    | Нет   | HTTP/1.0   | URI по которому клиенту следует перейти или URI созданного ресурса.                                           | Location: http://example.com/about.html#contacts (недоступная+ссылка) |
| Max-Forwards        | Нет | Да     | Нет    | Нет   | Нет   | HTTP/1.1   | Максимально допустимое количество переходов через прокси.                                                     | Max-Forwards: 10 |
| MIME-Version        | Да  | Нет    | Нет    | Нет   | Нет   | MIME       | Версия протокола MIME, по которому было сформировано сообщение.                                               | |
| Pragma              | Да  | Нет    | Нет    | Нет   | Нет   | HTTP/1.0   | Особенные опции выполнения операции.                                                                          | Pragma: no-cache |
| Proxy-Authenticate  | Нет | Нет    | Нет    | Да    | Нет   | HTTP-Auth  | Параметры аутентификации на прокси-сервере.                                                                   | |
| Proxy-Authorization | Нет | Да     | Нет    | Нет   | Нет   | HTTP-Auth  | Информация для авторизации на прокси-сервере.                                                                 | Proxy-Authorization: Basic QWxhZGRpbjpvcGVuIHNlc2FtZQ== |
| Public              | Нет | Нет    | Нет    | Да    | Нет   | HTTP/1.1   | Список доступных методов аналогично Allow, но для всего сервера.                                              | |
| Range               | Нет | Да     | Нет    | Нет   | Нет   | HTTP/1.1   | Байтовые диапазоны для запроса фрагментов ресурса. Подробности: Частичные GET.                                | Range: bytes=50000-99999,250000-399999,500000- |
| Referer             | Нет | Да     | Нет    | Нет   | Нет   | HTTP/1.0   | URI ресурса, после которого клиент сделал текущий запрос.                                                     | Referer: http://en.wikipedia.org/wiki/Main_Page |
| Retry-After         | Нет | Нет    | Нет    | Да    | Нет   | HTTP/1.0   | Дата или время в секундах после которого можно повторить запрос.                                              | |
| Server              | Нет | Нет    | Нет    | Да    | Нет   | HTTP/1.0   | Список названий и версий веб-сервера и его компонентов с комментариями. Для прокси-серверов поле Via.         | Server: Apache/2.2.17 (Win32) PHP/5.3.5 |
| Title               | Нет | Нет    | Да     | Нет   | Да    | HTTP/1.0   | Заголовок сущности.                                                                                           | |
| TE                  | Нет | Да     | Нет    | Нет   | Нет   | HTTP/1.1v2 | Список расширенных способов кодирования при передаче.                                                         | TE: trailers, deflate |
| Trailer             | Да  | Нет    | Нет    | Нет   | Нет   | HTTP/1.1v2 | Список полей, имеющих отношение к кодированию сообщения при передаче.                                         | |
| Transfer-Encoding   | Да  | Нет    | Нет    | Нет   | Нет   | HTTP/1.1   | Список способов кодирования, которые были применены к сообщению для передачи.                                 | Transfer-Encoding: chunked |
| Upgrade             | Да  | Нет    | Нет    | Нет   | Нет   | HTTP/1.1   | Список предлагаемых клиентом протоколов. Сервер указывает один протокол.                                      | Upgrade: HTTP/2.0, SHTTP/1.3, IRC/6.9, RTA/x11 |
| URI                 | Нет | Нет    | Да     | Нет   | Да    | HTTP/1.0   | Список URI. В HTTP/1.1 заменено на Location, Content-Location, Vary и Link.                                   | |
| User-Agent          | Нет | Да     | Нет    | Нет   | Нет   | HTTP/1.0   | Список названий и версий клиента и его компонентов с комментариями.                                           | User-Agent: Mozilla/5.0 (X11; Linux i686; rv:2.0.1) Gecko/20100101 Firefox/4.0.1 |
| Vary                | Нет | Нет    | Нет    | Да    | Нет   | HTTP/1.1   | Список описывающих ресурс полей из запроса, которые были приняты во внимание.                                 | Vary: Accept-Encoding |
| Via                 | Да  | Нет    | Нет    | Нет   | Нет   | HTTP/1.1   | Список версий протокола, названий и версий прокси-серверов, через которых прошло сообщение.                   | Via: 1.0 fred, 1.1 nowhere.com (Apache/1.1) |
| Warning             | Да  | Нет    | Нет    | Да    | Нет   | HTTP/1.1   | Код, агент, сообщение и дата, если возникла критическая ситуация.                                             | Warning: 199 Miscellaneous warning |
| WWW-Authenticate    | Нет | Нет    | Нет    | Да    | Нет   | HTTP-Auth  | Параметры аутентификации для выполнения метода к указанному ресурсу.                                          | |

* Значения в колонке «Появление»:
- HTTP/1.0 — RFC 1945 («Hypertext Transfer Protocol — HTTP/1.0»).
- HTTP/1.1 — RFC 2068 («Hypertext Transfer Protocol — HTTP/1.1»).
- HTTP/1.1v2 — RFC 2616 («Hypertext Transfer Protocol — HTTP/1.1»).
- HTTP-Auth — RFC 2617 («HTTP Authentication: Basic and Digest Access Authentication»).
- MD5H — RFC 1965 («The Content-MD5 Header Field»).
- CDH — RFC 1806 («Communicating Presentation Information in Internet Messages: The Content-Disposition Header»).
- MIME — RFC 2045 («Multipurpose Internet Mail Extensions Part One: Format of Internet Message Bodies»).

## Основные заголовки
Основные заголовки (англ. General Headers) являются основными для запросов клиента и ответов сервера. Большая часть из них являются обязательными.

## Заголовки запроса
Заголовки запроса (англ. Request Headers) используются только в запросах клиента.

### Referer
Полный или относительный URI ресурса, с которого клиент сделал текущий запрос. Если указан относительный, то полный определяется по запрашиваемому URI. Клиенты не должны включать в значение Referer указатель фрагмента (часть URI после символа решетки «#»). Также нельзя включать ссылки на ресурсы, не имеющие собственного URI (например, ввод адреса с клавиатуры).
Примеры:
- Referer: http://www.example.com/ — полный URI к корню сайта.
- Referer: http://www.example.org/send-message.php?to=support — пример с параметрами.
- Referer: /news/2007/08/23/ — указание относительного URI.
- Referer: http://127.0.0.1/foo/bar-rules.html — такой вариант допустим.
- Referer: ftp://storage.example.com/archive/foo-notes.htm — переход не с HTTP-ресурса.

### User-Agent
Указывает программное обеспечение клиента и его характеристики. Аналогичным ему является Server для серверов и Via для прокси.

## Заголовки ответа
Заголовки ответа (англ. Response Headers) включаются только в ответы сервера.

### Allow
Список поддерживаемых методов всего сервера или конкретного ресурса. Посылается сервером вместе со статусами 405 и 501, а также в ответе на метод OPTIONS.
Пример: Allow: GET, HEAD, OPTIONS

## Заголовки сущности
Заголовки сущности (англ. Entity Headers) — заголовки, сопровождающие каждую сущность как в запросах клиента, так и в ответах сервера. Тем не менее, наличие некоторых бессмыслено в заголовках запросов (например, Expires). В отдельный класс заголовки сущности выделены для того, чтобы не путать их с заголовками запроса или заголовками ответа при передаче множественного содержимого (multipart/*). Заголовки запроса и ответа как и основные заголовки описывают всё сообщение в целом и размещаются только в начальном блоке заголовков, в то время как заголовки сущности характеризуют содержимое каждой части в отдельности располагаясь непосредственно перед её телом.

### Content-Language
Указывает один или несколько естественных языков содержимого, для носителей которых оно предназначается.
Языки перечисляются через запятую, порядок значения не имеет.
Если данный заголовок опущен, то предполагается, что содержимое предназначено для людей, понимающих любой язык (или же язык вообще значения не имеет).
При этом возможно, что человек не отыщет там информацию на понятном ему языке.
Обратите внимание, что в этом поле следует указывать не все используемые в документе языки, а только те, которые, по вашему мнению, понимает конечный пользователь.
Например, если это страница учебника по английскому языку для русскоговорящей аудитории, то указывать следует только русский язык, так как для англоговорящих людей она не нужна.
А если это страница с сообщением об ошибке на двух языках, то указывать нужно оба.
В RFC сказано, что язык содержимого можно указывать для любых медиатипов, а не только для текста.
Например, если это видео, где люди говорят на английском, в котором сбоку расположено окошко с сурдопереводом на амслене, а внизу расположен перевод субтитрами на русском, то заголовок Content-Language должен иметь значение «en, ase, ru».
При этом, если это видео, где герои говорят на японском, и присутствует голосовой перевод на русском, то следует указать только русский язык, так как японцам, скорее всего, будет трудно расслышать родную речь.
Заголовок Content-Language описан не только в основных спецификациях по протоколу HTTP, но и в отдельной RFC 3282 «Content Language Headers».
Все названия языков регистрируются в IANA.
Ссылку на их реестр вы найдёте в конце данной статьи.